# Croton triacros
Croton triacros är en törelväxtart som beskrevs av Ferdinand von Mueller. Croton triacros ingår i släktet Croton och familjen törelväxter. Inga underarter finns listade i Catalogue of Life.